# Ropa interior femenina

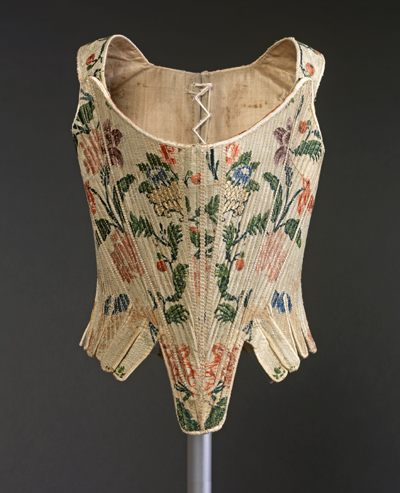
Cotte

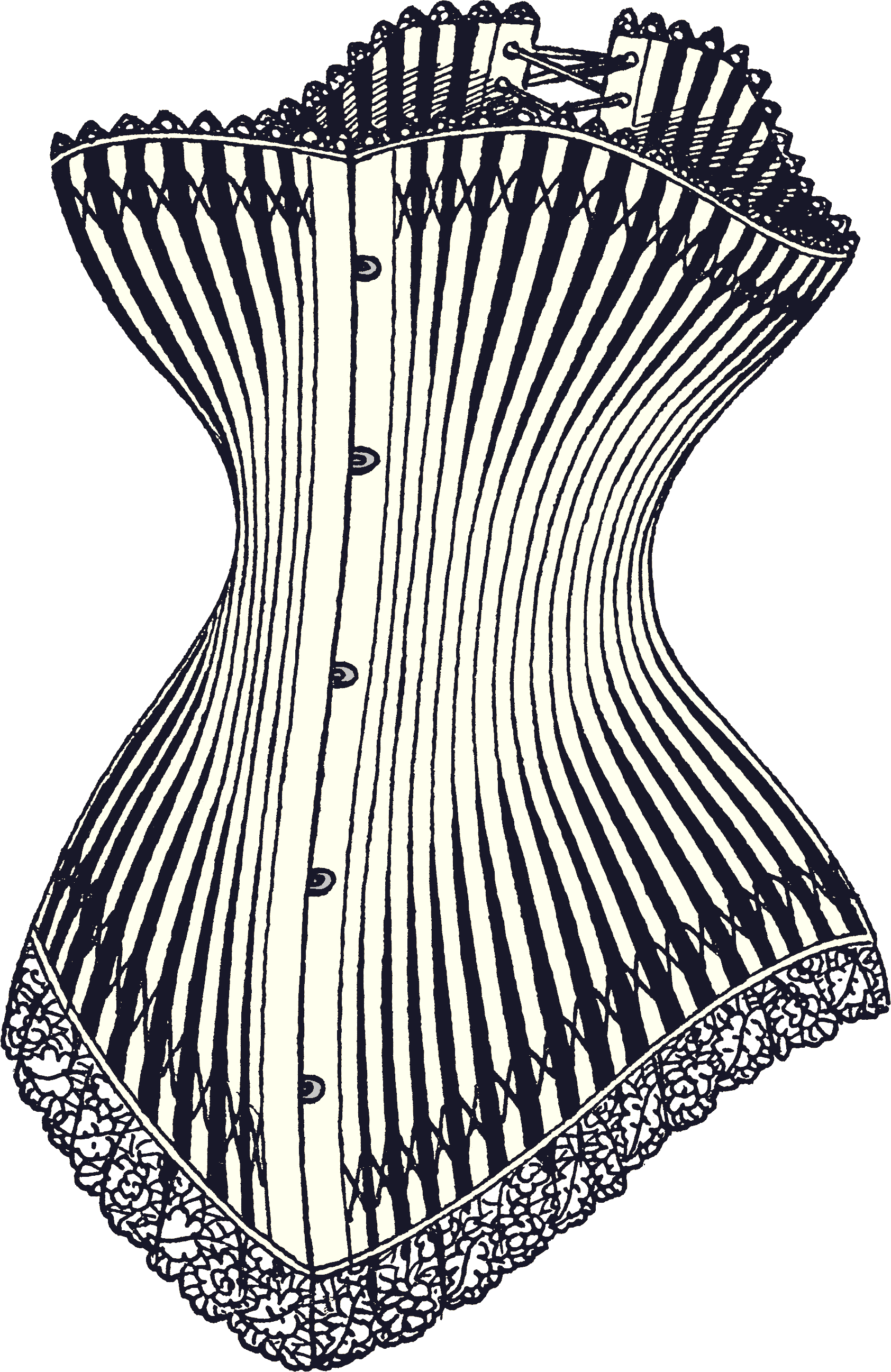
Corsé

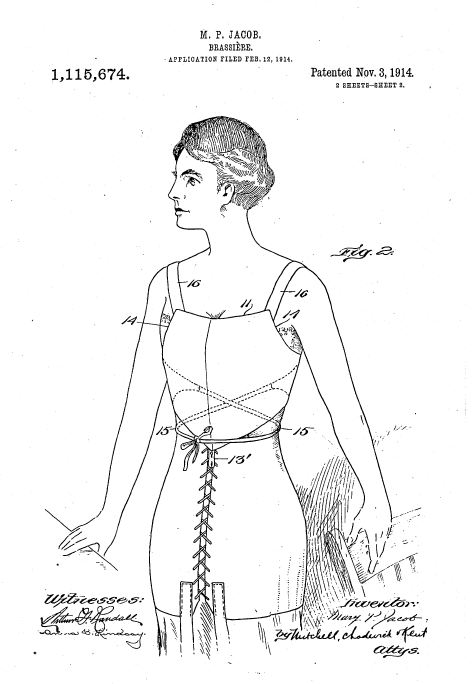

Ropa interior femenina es un término utilizado para clasificar a la indumentaria que las mujeres visten debajo de su ropa  para proteger la ropa exterior de contraer suciedad por las secreciones corporales. Incluye bragas, bombachas, tangas, culotte, sostenes, corpiños,  sujetadores bralette, deportivos,  con aro, sin aro, con relleno, sin relleno,  push up, reductores, con abertura para la lactancia o amamantamiento, preformados, invisibles, bodys, camisones, enaguas, medias, ligas y ligueros para sostenerlas.

## Historia
La ropa interior femenina tuvo su origen en  temas de higiene y abrigo, pero  también se utiliza para moldear y corregir la figura femenina, e históricamente adquirió connotaciones mucho más morales que funcionales, como portadora de valores morales, de jerarquía social, políticos, estéticos, económicos y religiosos,
y también como formas de expresión, de seducción y de rebeldía. La ropa interior femenina estuvo siempre relacionada con dependencia y la independencia o autonomía de la mujer, cuanto más rigidez y empaque menor capacidad de movimientos.
En el mundo antiguo, la prenda de mayor difusión entre las mujeres fue la túnica, que podía estar ceñida al pecho con fascia, pectoralis, mammilare, taenia, strophium o amictorium.  En la época medieval se usaban el lino, la lana y el cáñamo.  Los musulmanes trajeron el algodón y la seda.  En general existía el traje de debajo, el traje de encima y el sobretodo. Durante el siglo XIII usaban sayas y briales como trajes de debajo. La riqueza en la indumentaria señalaba las diferencias de clases sociales.   Cos era un corpiño interior equivalente al jubón masculino durante el siglo XV.
En el siglo XVI se disimulaban las formas del cuerpo de la mujer. La falda interior se llamaba manteo o faldellín. A partir de la segunda mitad del siglo aparece el cartón de pecho, con forma de cono invertido que daba rigidez al torso y apretaba el pecho.
Durante el Renacimiento las mujeres comenzaron a usar un tipo de pantalón turco o bloomer o pantalón bombacha debajo del vestido. En la época victoriana apareció el culotte. A finales del siglo XVI se empieza a usar el corsé mantener una postura erguida, con varillas de hierro, madera o huesos de ballenas que le daban rigidez desde el busto hasta la cintura. A las mujeres les producía indigestión, constipación,  histeria, melancolía, mareos, dificultades para respirar y a veces hemorragias internas.
En el siglo XIV, las mujeres ya usaban el cotte, una tela rígida debajo del corpiño para aplastar el pecho como prenda interior femenina, con ballenas, sin mangas, atado con cordones y terminado en haldetas para ajustar la cintura. Hasta el siglo XVIII, las mujeres usaban una  camisa de lino ajustada con mangas larga hasta debajo de las rodillas y debajo una  enaguas, con el cotte o cotilla, una prenda interior emballenada que ceñía el torso  por encima.
El corsé era extremadamente ajustado, duro y rígido. Acentuaba las curvas de la mujer pero  dificultaba la capacidad de movimiento y de respirar. El corsé, las enaguas y las camisolas dejaron de ser usadas durante la revolución francesa pero reaparecieron en la  corte luego de la época napoleónica. Durante la misma, usaban vestidos sueltos bajo el pecho, sin corsé, porque se creía que causaba abortos, pero a partir de 1820 el corsé volvió.   Según cuan ajustados estaban sus cordones era la respetabilidad de la mujer que lo usaba. Si estaba muy ajustado se llamaba strait-laced, que se tradujo al español como «puritano» y si estaban muy sueltos se llamaba loose women, que se tradujo al español como «mujeres sueltas» o «faciles».
En el siglo XIX, Paul Poiret  deja de usar el corsé, que tanto dificultaba la respiración de las mujeres.  Las mujeres usaban el polisón o miriñaque o crinolina,  una falda interior con un sistema de aros flexibles para ahuecar la falda o pollera o con almohadones para levantar la parte trasera de las faldas o polleras, que se usaba entre 1840 y 1860.  El miriñaque podía prenderse fuego y quemar a la que la usaba. En 1890,  las mujeres comenzaron a usar un tipo de calzón para montar las nuevas bicicletas de cadena. 
Durante la revolución industrial comenzó a usarse el algodón, que vino a sumarse a la seda, el lino y la lana. En 1893, en los Estados Unidos, Marie Tucek pone a la venta, sin éxito, el primer sujetador con aro. En 1914 aparece el brasier.  El 3 de noviembre de 1914, Mary Phelps-Jacobs patentó el primer diseño de sujetador.  Durante el siglo XIX las mujeres usaban enaguas para sostener y modelar el pecho y tapar sus piernas. Eran fabricadas en algodón con encajes, lazos, varillas y ganchos. En España, a fines del siglo XIX, Mariano Fortuny Madrazo prescinde del corsé.
A principios del siglo XX, la ropa interior femenina utilizaba el algodón para las señoras y el satén o la seda para las amantes. El blanco se usaba para el día y el color negro para la noche. En los años 1950 se usaban las enaguas princesas con sostén y las copas eran puntiagudas o brasieres cónicos.
Para los japoneses, las zonas erógenas son el cuello y la nuca, por eso quedan expuestos en el escote del kimono, y no los senos o el pubis como para los occidentales. El corpiño es una prenda de ropa interior femenina de busto ajustada. En los años 1960 las feministas tiraban los sujetadores al aire como forma de rebeldía y tirar simbólicamente los objetos de opresión del patriarcado.